# Продавцы Венеры
«Продавцы Венеры» (или «Фабрика Венеры», англ. Merchants of Venus) — фильм США 1998 года режиссёра Лена Ричмонда по его же сценарию.
Романтическая комедия о застенчивом и верящим в любовь эмигранте из России, случаем вовлечённом в секс-индустрию, фильм был снят на собственной фабрике секс-игрушек матери режиссёра в Лос-Анджелесе. Фильм категории «16+», в нём снялись в ролях самих-себя известные порноактрисы.

## Сюжет
Иммигрант из России Алексей Яков приезжает в Лос-Анджелес в поисках американской мечты, но этот застенчивый русский находит лишь низкооплачиваемую работу на фабрике по производству секс-игрушек. Алекс поражён мощью американской секс-индустрии, и даже пытается убедить ее служителей, что кроме секса есть и другие интересные и прекрасные вещи на свете, например, любовь.
Пожилая владелица фабрики Эппи считает наивного Алекса милым парнем, относится к нему как к родному сыну — и пытается устроить его счастье знакомя с бывшей порнозвездой Кэтрин, которая при своей профессии не заводит какие-либо отношения. Между двумя одинокими людьми, абсолютно противоположными, возникает связь, и старомодный Алекс пытается убедить циничную Кэтрин в том, что настоящая любовь действительно существует… но сам обнаруживает, что приходит она не всегда в ожидаемой романтичной форме…
Тем временем, когда фабрика находится под угрозой закрытия, Алекс находит деньги через своего дядю Владимира, состоящего в русской мафии. Но бизнес всё равно терпит неудачу, а русская мафия хочет вернуть все свои деньги… Алекс вынужден принимать радикальные решения, чтобы спасти Кэтрин, фабрику и себя.

## В ролях
- Майкл Йорк — Алекс Якофф
- Прунелла Джи — Кэтрин МакКей
- Нэнси Фиш — Иппи, владелица фабрики секс-игрушек
- Беверли Д’Анджело — Коди
- Брайан Кокс — дядя Владимир
- Трой Донахью — агент ФБР
- Майкл Джей Поллард — сенатор
- Артур Хиллер — преподобный Филлипс
- Стивен Николс — «жеребец»
- Энди Белл — порнорежиссёр
- Клер Джейкобс — Катрина
- Алан Файнстайн — Андре
- Хелен Кэйтс — Рита
- Чарльз Диркоп — Карл
- Паула Шоу — Долорес
- Роберт Истон — Олег
- в ролях-камео порноактрис — Кэй Паркер, Тиффани Миллион, Тиа Ганн.

## О фильме
Хотя фильм производства США, но практически — британский; в главных ролях британские актеры Майкл Йорк и Прунелла Джи, сценарист и режиссёр — Лен Ричмонд, известный как сценарист отмеченных наградами британских комедийных сериалов. Фильм больше известен в Великобритании, где вышел под названием «Маленький грязный бизнес» («A Dirty Little Business»).

## Критика
Критик газеты «The Post and Courier» и описал его как «приятную, хотя и неравномерную сексуальную комедию».